# Oppboga
Oppboga is een plaats in de gemeente Lindesberg in het landschap Västmanland en de provincie Örebro län in Zweden. De plaats heeft 64 inwoners (2005) en een oppervlakte van 16 hectare.